# Гнідинцівський газопереробний завод
Гнідинцівський газопереробний завод — український газопереробний завод.

## Проектні потужності
- продуктивність: по газу — 420 млн м3/рік;
- по нафті — 2,0 млн т /; по
- ШФЛВ — 0,1 млн т / рік;
- ДКС — 521 млн м3/рік).

## Продукція
- зріджений газ (пропан-бутанова фракція);
- стабільний газовий бензин;
- сухий відбензинений газ